# 芬蘭電視台
芬蘭電視台（瑞典語：TV Finland）是芬蘭廣播公司一條於1986年開播的電視頻道，主要向鄰國瑞典播放芬蘭廣播公司各類自製電視節目。這條頻道是基於芬蘭政府和瑞典政府簽訂的雙邊協議而正式成立，以換取瑞典電視台國際頻道能夠在芬蘭境內的瑞典族居住區域中播放。